# Brett Chukerman
Brett Chukerman est un acteur américain né le 1er août 1981 à Chicago (Illinois).

## Biographie
Originaire de Chicago, en Illinois, Brett a déménagé à Los Angeles pour poursuivre une carrière dans le divertissement.
Brett fait sa première apparition à l'écran dans le court métrage Crush : Le Club des frustrées. Il a ensuite joué un rôle de premier plan dans les films Eating Out 2: Sloppy Seconds, Saisir sa Chance et  Evil Bong II: King Bong. À la télévision, il a fait des apparitions dans Undressed, Power Rangers, So NoTORIous et Greek.

## Filmographie

### Film
| Année | Titre                                  | Rôle             |
| ----- | -------------------------------------- | ---------------- |
| 2000  | Dead 7                                 | Harley           |
| 2000  | Crush : Le Club des frustrées (Crush)  | Robbie           |
| 2001  | Boys to Men                            | Robbie           |
| 2001  | Return to Innocence                    | Curtis Sloan     |
| 2006  | Eating Out 2: Sloppy Seconds           | Marc Everhard    |
| 2006  | Saisir sa Chance                       | Levi Sparks      |
| 2008  | La Chute d'Hypérion (Fall of Hyperion) | Ben Freeman      |
| 2009  | Evil Bong 2: King Bong                 | Alister McDowell |

### Apparition
| Année | Titre         | Rôle             |
| ----- | ------------- | ---------------- |
| 2001  | Undressed     | Scott            |
| 2002  | Power Rangers | Collin           |
| 2006  | So NoTORIous  | Un garçon de gym |
| 2008  | Greek         | Un annonceur     |